# Тайны боевых искусств
«Тайны боевых искусств» — телевизионная передача канала «Дискавери». Выходила с 28 декабря 2007 года по 10 января 2009 года. Ведущие Дуг Андерсон и Джимми Смит посещают разные страны, изучая виды боевых искусств. После пяти дней тренировок происходит финальный бой с мастерами данного вида боевого искусства.

## Выпуски
| Выпуск | Страна      | Боевое искусство        | Выход в эфир     |
| ------ | ----------- | ----------------------- | ---------------- |
| 1.1    | Китай       | Кунг-фу                 | 28 декабря 2007  |
| 1.2    | Филиппины   | Кали                    | 4 января 2008    |
| 1.3    | Япония      | Кёкусинкай              | 11 января 2008   |
| 1.4    | Мексика     | Бокс                    | 18 января 2008   |
| 1.5    | Индонезия   | Пенчак-силат            | 25 января 2008   |
| 1.6    | Франция     | Сават                   | 1 февраля 2008   |
| 1.7    | Южная Корея | Хапкидо                 | 8 февраля 2008   |
| 1.8    | Бразилия    | Бразильское джиу-джитсу | 15 февраля 2008  |
| 1.9    | Израиль     | Крав мага               | 22 февраля 2008  |
| 1.10   | США         | Кадзюкэнбо              | 28 февраля 2008  |
| 2.1    | Таиланд     | Муай-тай                | 26 сентября 2008 |
| 2.2    | Индия       | Каларипаятту            | 26 сентября 2008 |
| 2.3    | Гонконг     | Вин чун                 | 10 января 2009   |